# Karl Otto (Schriftsteller)
Karl (Friedrich Karl) Otto (* 8. Juni 1902 in Chemnitz; † 18. Oktober 1978 in Karl-Marx-Stadt) war ein von den Nationalsozialisten als Kommunist verfolgter deutscher Lyriker und Schriftsteller.

## Leben und Werk
Otto war das sechste Kind des Chemnitzer Ratssekretärs und späteren Stadtamtmanns Bruno Otto. Er absolvierte die Mittlere Volksschule und ging dann in der Anwaltskanzlei von Justizrat Edmund Tetzner in die Lehre. Das Erlebnis des Ersten Weltkriegs, in dem einer seiner Brüder umkam, führte dazu, dass er, wie er formulierte, seinen „stummen Gottesglauben“ verlor. Ab 1918 arbeitete Otto als Verwaltungspraktikant im Wohlfahrtsamt der Stadt Chemnitz, dann in Städtischen Steueramt. 1922 gab er seine sichere Beamtenlaufbahn auf und wanderte mit einem Freund zwei Monate lang durch Süddeutschland. Danach arbeitete er in der Zementbaugesellschaft Alban Vetterlein & Co. In seiner Freizeit verbrachte er viele Stunden in der Stadtbücherei. 1923 besuchte er einen Kurs an der Heimvolkshochschule Dreißigacker. Dort lernte er den angesehenen Erwachsenen-Pädagogen Franz Angermann (1886–1939) kennen. Er begann sich zunehmend sozial zu interessieren und zu engagieren. Eine Zeit lang übernahm er an den Wochenenden Büroarbeiten in einem christlichen Erholungsheim in der Nähe von Chemnitz. 1923 kam er bei einem Treffen in Jena das erste Mal in Berührung mit der kommunistischen Jugendbewegung. In seiner Freizeit dichtete er. Anfang 1924 fuhr er auf Einladung des expressionistischen Dramatikers Georg Kaiser nach Berlin, und er wurde kurzzeitig dessen Privatsekretär. Im selben Jahr kehrte er nach Chemnitz zurück. Er lebte bei seinen Eltern in der Würzburger Straße 25 auf dem Sonnenberg und arbeitete als Posthelfer und Depeschenbote. 1925 trat er der KPD bei. 1927 heiratete er die Stenotypistin Klara Marianne Schubert.
Er schrieb nun als freier Mitarbeiter Gerichtsreportagen für die Tageszeitung des Bezirks Sachsen der KPD Der Kämpfer. 1929 wurde er Lokalredakteur des Blatts, 1930 verantwortlicher Schriftleiter. In dieser Funktion verantwortete er wiederholt militärkritische Veröffentlichungen. Er wurde deshalb 1931 vom 4. Strafsenat des Reichsgerichtes in Leipzig, der auch Carl von Ossietzky deswegen verurteilt hatte, wegen „literarischem Hochverrat“ und „Zersetzung der Reichswehr“ zu einem Jahr Festungshaft verurteilt, die er bis zum 21. Juni 1932 im Gefängnis des Amtsgerichts Auerbach verbüßte. Dort begann er mit der Niederschrift seiner Erinnerungen, die 1961 vom Dietz-Verlag Berlin als Vom Anwaltsstift zum Hochverräter. Erinnerungen. publiziert wurden. Bis zum Verbot des Blatts im Februar 1933 durch die Nationalsozialisten war Otto dann Chefredakteur des Kämpfer. Dann arbeitete er weiter im Untergrund in Burgstädt. Am 27. März 1933 wurde er dort wegen „illegaler Zusammenkunft“ verhaftet. Am 6. April kam er in das Untersuchungsgefängnis Kaßberg in Chemnitz und am 27. Mai 1933 in das KZ Sachsenburg. Dort war er dem Arbeitskommando „Gartenbau“ zugeordnet und musste Tüten kleben. Am 6. November 1933 wurde er unter der Auflage, sich täglich bei der Gestapo melden, entlassen. Er fand keine bezahlte Arbeit, betätigte sich aber wieder im politischen Untergrund. 1934 publizierte er sein erstes Bändchen mit Gedichten unter dem Titel Vom falschen Heroismus, das aber sofort nach dem Erscheinen verboten wurde. Ein Spitzel denunzierte ihn und den Chemnitzer Lehrer Rudolph Strauß bei der Gestapo, und beide wurden am 16. Oktober 1934 wegen „staatsfeindlicher Einstellung“ verhaftet. Aus dem Chemnitzer Gefängnis in der Hartmannstraße wurden beide in das KZ Sachsenburg gebracht, aus dem Otto am 26. Dezember 1934 entlassen wurde. Er erhielt wieder keine Arbeit und baute mit seiner Frau zunächst einen Wäschehandel auf, bevor er für die Versicherungsgesellschaft „Victoria“ als Vertreter arbeitete. Das ermöglichte ihm auch weiterhin „gute Propaganda und Aufrechterhaltung der Verbindung“ zu seinen Parteifreunden, darunter Alfred Hecktheuer und Karl Jungbluth. Anfang 1940 wurde er erneut von der Gestapo verhaftet. Das Verfahren wurde jedoch eingestellt, und nach sechs Tagen wurde er aus der Untersuchungshaft entlassen.
1942 wurde Otto zur Wehrmacht eingezogen. Er kam zum Landesschützen-Ersatz-Bataillon in Bad Düben und 1944 an die Front in der Steiermark. Am 9. Mai 1945 geriet er in Wien in englische Kriegsgefangenschaft, aus der er am 21. Dezember 1945 in das zerstörte Chemnitz floh. Dort wurde er noch im Dezember Leiter des Kulturamts und Verwaltungsdirektor des Städtischen Theaters. 1946 beendete er seine Gedichtsammlung Heimat, die er Jungbluth widmete.
Als er infolge eines Sehnervenschwunds fast völlig erblindete, legte er im März 1949 seine Ämter nieder.
Otto war ab 1949 Invalidenrentner. Er erlernte die Blindenschrift und das Maschinenschreiben und betätigte sich „nach Maßgabe seiner Kräfte“ weiter kulturpolitisch und schriftstellerisch. So arbeitete er ehrenamtlich für die Vereinigung der Verfolgten des Naziregimes, den Kulturbund zur demokratischen Erneuerung Deutschlands, die Chemnitzer Volksbühne und die Blindenbücherei Leipzig, für die er mit seiner Frau u. a. die Blindenzeitschrift Die Gegenwart redigierte. Von 1955 bis 1959 war er Vorsitzender des Schriftstellerverbandes des Bezirkes Karl-Marx-Stadt.
Ottos Nachlass, zu dem u. a. Briefwechsel mit Karl Schmidt-Rottluff, Louis Fürnberg, Georg Kaiser und Wieland Herzfelde gehören, befindet sich seit 1996 im Stadtarchiv Chemnitz. Otto wurde im Urnenhain des Chemnitzer Städtischen Friedhofs beigesetzt.

## Ehrungen (unvollständig)
- 1956: Literaturpreis der Stadt Dresden
- 1960: Kunstpreis des Bezirks Karl-Marx-Stadt
- Vaterländischer Verdienstorden in Bronze
- Medaille für Kämpfer gegen den Faschismus 1933 bis 1945
- Das Bezirksliteraturzentrum Karl-Marx-Stadt bzw. Chemnitz trug bis zu seiner Auflösung 1991 Ottos Namen.

## Weitere literarische Publikationen Ottos (Auswahl)

### Als Autor
- Heimat (Gedichte). Hugo Wilisch Druckerei, Chemnitz, 1947
- Im Schreiten (Gedichte). Privatdruck, 1956
- Und setzet ihr nicht das Leben ein (drei Poeme). Dietz-Verlag, Berlin, 1958
- 60 Jahre 1. Mai (Text für ein Chorwerk), Uraufführung 1960
- Der Eisbrecher (Gedichte). Privatdruck, 1962
- 28 poetische Porträts (Gedichte), Privatdruck, 1963
- Jahresringe (Auswahl von Gedichten 1928 bis 1968), 1969

### Als Herausgeber
- Das Lied von Sachsenburg (1962)

## Weblink
- Karl Otto  (1902–1978), (Biografie). In: Dokumentationsstelle Dresden. Abgerufen am 13. September 2023.

| Personendaten    | Personendaten                             |
| ---------------- | ----------------------------------------- |
| NAME             | Otto, Karl                                |
| ALTERNATIVNAMEN  | Otto, Friedrich Karl (vollständiger Name) |
| KURZBESCHREIBUNG | deutscher Lyriker und Schriftsteller      |
| GEBURTSDATUM     | 8. Juni 1902                              |
| GEBURTSORT       | Chemnitz                                  |
| STERBEDATUM      | 18. Oktober 1978                          |
| STERBEORT        | Karl-Marx-Stadt                           |